# Olympische Winterspiele 1992/Bob – Viererbob (Männer)
Der Viererbob der Männer bei den Olympischen Winterspielen 1992 in Albertville bestand aus vier Läufen, von denen zwei am 21. und zwei am 22. Februar 1992 ausgetragen wurden. Austragungsort war die Piste de La Plagne. Am Start waren 124 Teilnehmer aus 20 Ländern. Olympiasieger wurden die Österreicher Ingo Appelt, Harald Winkler, Gerhard Haidacher und Thomas Schroll mit einer Gesamtzeit von 3:53,90 Minuten. Die Silbermedaille holten die Deutschen Wolfgang Hoppe, Bogdan Musiol, Axel Kühn und René Hannemann vor Gustav Weder, Donat Acklin, Lorenz Schindelholz und Curdin Morell aus der Schweiz, die die Bronzemedaille gewann.

## Titelträger
| Olympiasieger | Ekkehard Fasser Kurt Meier Marcel Fässler Werner Stocker | Calgary 1988   |
| Weltmeister   | Wolfgang Hoppe Bogdan Musiol Axel Kühn Christoph Langen  | Altenberg 1991 |

## Ergebnisse
| Rang | Athleten                                                                   | Nation                       | Lauf 1     | Lauf 1 | Lauf 2     | Lauf 2 | Lauf 3     | Lauf 3 | Lauf 4     | Lauf 4 | Gesamt     |
| Rang | Athleten                                                                   | Nation                       | Zeit (min) | Rang   | Zeit (min) | Rang   | Zeit (min) | Rang   | Zeit (min) | Rang   | Zeit (min) |
| ---- | -------------------------------------------------------------------------- | ---------------------------- | ---------- | ------ | ---------- | ------ | ---------- | ------ | ---------- | ------ | ---------- |
| 001  | Ingo Appelt Harald Winkler Gerhard Haidacher Thomas Schroll                | Österreich                   | 57,74      | 1      | 58,85      | 10     | 58,52      | 1      | 58,79      | 3      | 3:53,90    |
| 002  | Wolfgang Hoppe Bogdan Musiol Axel Kühn René Hannemann                      | Deutschland                  | 58,00      | 3      | 58,52      | 1      | 58,68      | 7      | 58,72      | 2      | 3:53,92    |
| 003  | Gustav Weder Donat Acklin Lorenz Schindelholz Curdin Morell                | Schweiz                      | 57,97      | 2      | 58,78      | 6      | 58,59      | 3      | 58,79      | 3      | 3:54,13    |
| 004  | Chris Lori Ken Leblanc Cal Langford David MacEachern                       | Kanada                       | 58,00      | 3      | 58,71      | 3      | 58,66      | 6      | 58,87      | 7      | 3:54,24    |
| 005  | Christian Meili Bruno Gerber Christian Reich Gerold Löffler                | Schweiz                      | 58,15      | 5      | 58,75      | 5      | 58,59      | 3      | 58,89      | 8      | 3:54,38    |
| 006  | Harald Czudaj Tino Bonk Axel Jang Alexander Szelig                         | Deutschland                  | 58,54      | 9      | 58,55      | 2      | 58,62      | 5      | 58,71      | 1      | 3:54,42    |
| 007  | Mark Tout George Farrell Paul Field Lenny Paul                             | Großbritannien               | 58,49      | 8      | 58,87      | 12     | 58,73      | 9      | 58,80      | 5      | 3:54,89    |
| 008  | Christophe Flacher Claude Dasse Thierry Tribondeau Gabriel Fourmigué       | Frankreich                   | 58,45      | 7      | 58,79      | 7      | 58,78      | 11     | 58,89      | 8      | 3:54,91    |
| 009  | Randy Will Joe Sawyer Karlos Kirby Chris Coleman                           | Vereinigte Staaten           | 58,57      | 10     | 58,71      | 3      | 58,75      | 10     | 58,89      | 8      | 3:54,92    |
| 010  | Gerhard Rainer Thomas Bachler Carsten Nentwig Martin Schützenauer          | Österreich                   | 58,27      | 6      | 58,85      | 10     | 59,08      | 14     | 58,81      | 6      | 3:55,01    |
| 011  | Chuck Leonowicz Bob Weissenfels Bryan Leturgez Jeff Woodard                | Vereinigte Staaten           | 58,74      | 12     | 58,99      | 13     | 58,56      | 2      | 58,94      | 12     | 3:55,23    |
| 012  | Pasquale Gesuito Antonio Tartaglia Paolo Canedi Stefano Ticci              | Italien                      | 58,78      | 14     | 58,83      | 8      | 59,12      | 15     | 59,15      | 15     | 3:55,88    |
| 013  | Nick Phipps Edd Horler Colin Rattigan David Armstrong                      | Großbritannien               | 58,86      | 15     | 58,83      | 8      | 59,29      | 16     | 58,93      | 11     | 3:55,91    |
| 014  | Sandis Prūsis Juris Tone Ivars Bērzups Adris Plūksna                       | Lettland                     | 59,05      | 19     | 59,07      | 16     | 58,72      | 8      | 59,08      | 13     | 3:55,92    |
| 015  | Günther Huber Marco Andreatta Thomas Rottensteiner Antonio Stiffi          | Italien                      | 58,76      | 13     | 59,11      | 17     | 58,97      | 13     | 59,14      | 14     | 3:55,98    |
| 016  | Zintis Ekmanis Aldis Intlers Boriss Artemjevs Otomārs Rihters              | Lettland                     | 59,02      | 16     | 58,99      | 13     | 59,35      | 18     | 59,36      | 16     | 3:56,72    |
| 017  | Toshio Wakita Ryoji Yamazaki Fuminori Tsushima Naomi Takewaki              | Japan                        | 59,23      | 21     | 59,30      | 18     | 59,33      | 17     | 59,38      | 17     | 3:57,24    |
| 018  | Bruno Mingeon Stéphane Poirot Didier Stil Dominique Klinnik                | Frankreich                   | 59,03      | 17     | 59,33      | 19     | 59,52      | 20     | 59,53      | 20     | 3:57,41    |
| 019  | Oleg Suchorutschenko Oleksandr Bortjuk Wladimir Ljubowizki Andrei Gorochow | Vereintes Team               | 59,05      | 19     | 1:00,05    | 22     | 58,94      | 12     | 59,39      | 19     | 3:57,43    |
| 020  | Paul Neagu Laszlo Hodos Laurențiu Budur Costel Petrariu                    | Rumänien                     | 59,04      | 18     | 59,52      | 20     | 59,50      | 19     | 59,38      | 17     | 3:57,44    |
| 021  | Jiří Džmura Pavel Puškár Karel Dostál Roman Hrabaň                         | Tschechoslowakei             | 59,30      | 22     | 59,66      | 21     | 59,92      | 21     | 59,67      | 21     | 3:58,55    |
| 022  | Zwetosar Wiktorow Dimitar Dimitrow Jordan Iwanow Walentin Atanassow        | Bulgarien                    | 1:00,05    | 24     | 1:00,28    | 24     | 1:00,09    | 22     | 1:00,17    | 22     | 4:00,59    |
| 022  | Wladimir Jefimow Oleg Petrow Sergei Kruglow Alexander Paschkow             | Vereintes Team               | 59,80      | 23     | 1:00,19    | 23     | 1:00,34    | 23     | 1:00,26    | 23     | 4:00,59    |
| 024  | Zdravko Stojnić Dragiša Jovanović Miro Pandurević Ognjen Sokolović         | Jugoslawien                  | 1:00,16    | 26     | 1:00,28    | 24     | 1:00,59    | 26     | 1:00,27    | 24     | 4:01,30    |
| 025  | Dudley Stokes Ricky McIntosh Michael White Chris Stokes                    | Jamaika                      | 1:00,12    | 25     | 1:00,48    | 27     | 1:00,38    | 24     | 1:00,39    | 25     | 4:01,37    |
| 026  | Chen Chin-San Chen Chin-Sen Hsu Kuo-Jung Chang Min-Jung                    | Chinesisch Taipeh            | 1:00,31    | 27     | 1:00,45    | 26     | 1:00,52    | 25     | 1:00,66    | 26     | 4:01,94    |
| 027  | Albert Grimaldi Gilbert Bessi Michel Vatrican David Tomatis                | Monaco                       | 1:00,49    | 28     | 1:00,66    | 28     | 1:00,74    | 27     | 1:00,74    | 27     | 4:02,63    |
| 028  | Luis Adrián Tamés Ricardo Rodríguez Francisco Negrete Carlos Casar         | Mexiko                       | 1:00,97    | 30     | 1:01,36    | 30     | 1:01,30    | 28     | 1:01,51    | 28     | 4:05,14    |
| 029  | Sven Petersen Michael Juhlin James Withey Paul Zar                         | Amerikanische Jungferninseln | 1:02,45    | 31     | 1:02,52    | 31     | 1:02,73    | 29     | 1:02,65    | 29     | 4:10,35    |
| DNF  | Daniel Burgner Ernest Mathias David Entwistle Bill Neill                   | Amerikanische Jungferninseln | 1:00,92    | 29     | 1:01,08    | 29     | –          | DNS    | –          | –      | –          |
| DSQ  | Dennis Marineau Chris Farstad Jack Pyc Sheridon Baptiste                   | Kanada                       | 58,61      | 11     | 59         | 15     | –          | DSQ    | –          | –      | –          |